# Conradina glabra
Conradina glabra är en kransblommig växtart som beskrevs av Lloyd Herbert Shinners. Conradina glabra ingår i släktet Conradina och familjen kransblommiga växter. Inga underarter finns listade i Catalogue of Life.

## Bildgalleri

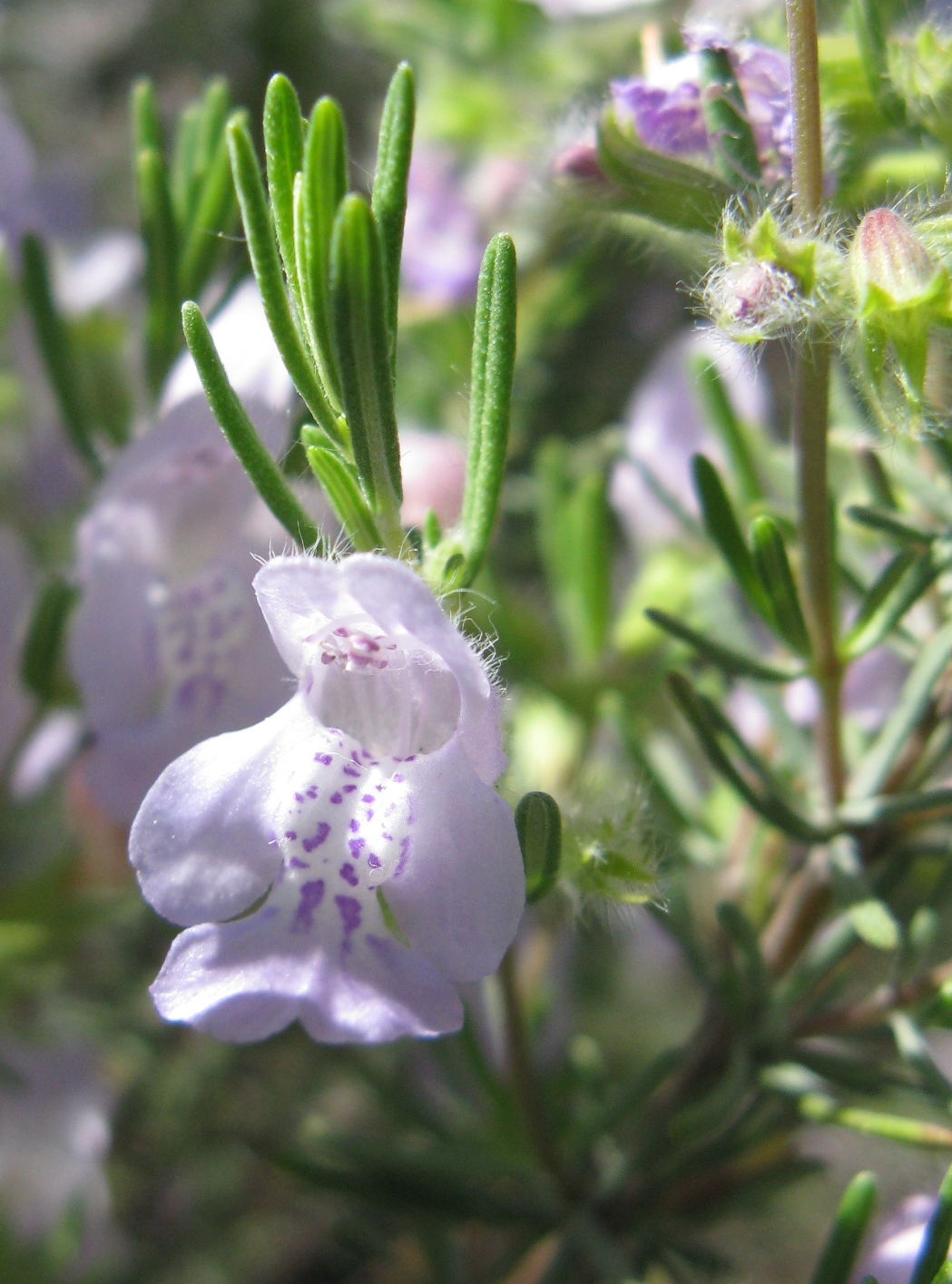